# Pisa
Pisa je grad u Toskani, središnja Italija, na desnoj obali ušća rijeke Arno u Ligursko more. Glavni je grad provincije Pise. Grad je svjetski poznat po svome slavnom zvoniku na Katedralnom trgu, ali i 20 drugih povijesnih spomenika i sveučilištu iz 12. st.

## Povijest
Pisa je još od 5. st. pr. Kr. bila važna etruščanska luka na ušću rijeke Arno. Rimljani su je pokorili 225. god. pr. Kr. i postala je glavnim gradom bogate kolonije Ligurnije. 
Već 313. god. Pisa dobiva biskupiju, no tek je u srednjem vijeku Pisa postala jednim od najvažnijih i najbogatijih talijanskih gradova-država koja je dominirala i Korzikom i Sardinijom. Pisa je do 14. st. diktirala trgovinu Sredozemljem, a jedini takmac joj je bila Venecija. Iz tog vremena bogatstva svjedoči veliki romanički kompleks Katedralnog trga. Nakon prve izgubljene pomorske bitke 1284. god., trgovinu je postupno preuzela pobjednica Genova, a luku u Pisi je polako zatrpavalo taloženje mulja, što je dovelo do gubitka pomorske sile. To je iskoristila obližnja Firenca koja se toliko razvila da je prijetila autonomiji grada. Nakon dugogodišnjih sukoba, Firenca je zaposjela Pisu 1406. god. Obitelj Medici ponovno otvara sveučilište posvećeno znanosti, koje je nastalo još u 12. st., i na njemu je studirao mještanin Galileo Galilei. Pisa je ostala u posjedu Firence sve do 1860. god., osim kratkotrajne zajedničke francuske i habsburške vlasti od 1494. do 1509. god. God. 1860., postaje dijelom Talijanskog kraljevstva. Preživjela je strašno savezničko bombardiranje 1944. god.
U 20. st., ušće rijeke Arno je potpuno pomjereno, a luka je nestala. Lokalno sveučilište je ostalo snažnim sveučilišnim centrom, a Pisa sve više turističkim središtem.

## Znamenitosti
Iako je Kosi toranj u Pisi na katedralnom trgu (Trg čudesa ili Piazza dei Miracoli), sjeverno od stare gradske jezgre, najpoznatija vizura grada, on je samo jedan od mnogih umjetničkih djela i građevina u gradu. Na katedralnom trgu nalaze se još i katedrala (Duomo), krstionica i Camposanto Monumentale (monumentalno groblje). Ovi su spomenici 1987. god. upisani na UNESCOv popis mjesta svjetske baštine u Europi.
Ostale znamenitosti uključuju: 
- Viteški trg (Piazza dei Cavalieri), gdje je Palazzo della Carovana s impresivnim pročeljem koje je dizajnirao Giorgio Vasari.
- Na istom mjestu se nalazi, također Vasarijeva, Crkva sv. Stjepana (Santo Stefano dei Cavalieri). Prvotno jednobrodna crkva kojoj su dva broda dodana u 17. stoljeću. U njoj se nalazi Donatellovo poprsje Vasarijeve slike, kao i slike drugih umjetnika (Jacopa Ligozzi, Alessandro Fei, Jacopo da Empoli Chimenti). Također posjeduje plijen mnogih pomorskih bitaka između Cavalierija (Vitezovi sv. Stjepana) i Turaka između 16-18. stoljeća, uključujući i bojnu tursku zastavu Ali Paše s admiralskog broda iz bitke kod Lepanta (1571.).
- Blizu trga je crkvica sv. Siksta. Svečano posvećena 1133. god., ali više korištena kao sjedište najvažnijih javnobilježničkih djelatnosti grada i Vijeća starješina. To je danas jedna od najbolje sačuvanih rano-romaničkih građevina u gradu.
- Crkva sv Franje, koju je dizajnirao Giovanni di Simone, izgrađena nakon 1276. god. God. 1343., ovoj jednobrodnoj crkvi dodane su nove kapele i crkva je povišena, a danas se ističu zvonik i klaustar iz 15. stoljeća. U njoj se nalaze djela umjetnika kao što su Jacopo da Empoli, Taddeo Gaddi i Santi di Tito.
- Crkva sv. Ferde (San Frediano), izgrađena 1061. god. kao trobrodna bazilika u kojoj se nalazi raspelo iz 12. stoljeća. U 16. st. su tijekom restauracije dodana djela umjetnika kao što su Ventura Salimbeni, Domenico Passignano, Aurelio Lomi i Rutilio Manetti.
- Crkva sv. Nikole (San Nicola) izgrađena je oko 1097. god, a između 1297. i 1313. god. Augustinci je šire i uređuju pri čemu im je vjerojatno pomagao Giovanni Pisano kojemu se pripisuje osmerokutni zvonik iz druge polovice 13. stoljeća.
- Malena gotička Gospina crkva Santa Maria della Spina, pripisuje se umjetniku Lupu di Francesco (1230.).
- Crkvi sv. Pavla (San Paolo a Ripa d'Arno), osnovanoj oko 952., a povećanoj sredinom 12. stoljeća, pripojena je romanička kapela sv. Agate s neobičnom piramidalnom kapom.
- Borgo stretto je četvrt gdje se može prošetati ispod srednjovjekovnih arkada, a Lungarno aleja uz rijeku Arno. Tu se nalazi gotičko-romanička crkva sv. Mihovila (San Michele in Borgo) iz 990. god. Zanimljivo je da u gradu postoje još dva kosa tornja, jedan na jugu centralnog puta (Via Santa Maria), a drugi na pola puta kroz priobalne šetnice Viale delle Piagge.
- Palača Medici, nekad posjed obitelji Appiano koja je vladala Pisom od 1392. – 1398. god., u vlasništvu je obitelji Medici od 1400. god.
- Botanički vrt (Orto Botanico di Pisa) je najstariji sveučilišni botanički vrt u Europi.
- Kraljevska palača (Palazzo Reale) patricijske obitelji Caetani je sagrađena 1559. god. (Baccio Bandinelli) za Cosima I. Medicija, a kasnije je proširena te uključuje i druge palače. Ovdje je Galileo Galilei pokazao toskanskom nadvojvodi planete koje je otkrio svojim teleskopom.
- Palazzo Gambacorti je gotička palača iz 14. stoljeća u kojoj je sada gradska vijećnica.
- Palazzo Agostini, također poznata i kao Palazzo dell'Ussero, je gotička zgrada s fasadom iz 15. stoljeća i ostacima drevnih zidina (datiraju od prije 1155.). Drugi naziv objekta je po kafeu Caffè dell'Ussero, povijesnom sastajalištu pisana osnovanom dalake 1775. god.
- Zidna slika Tuttomondo je posljednje javno djelo Keitha Haringa, oslikana u lipnju 1989. god., a nalazi se na stražnjem zidu samostana crkve sv. Antuna (Sant'Antonio).

- Crkva sv. Pavla poznata i kao "Stara katedrala"
- Crkva Santa Maria della Spina
- Palača Carovana
- Sveučilišni botanički vrt

U gradu se nalazi i nekoliko muzeja: 
- Muzej katedrale (Museo Dell'Opera del Duomo) posjeduje, između ostalih, originalne skulpture (Nicola Pisano i Giovanni Pisano) i riznicu katedrale.
- Museo delle Sinopie posjeduje skice za freske namijenjene camposantu, monumentalnom groblju.
- Museo Nazionale di S. Matteo izlaže skulpture i slike od 12. do 15. stoljeća, među njima majstora kao što su Andrea Pisano, Majstor crkve San Martino, Simone Martini, Nino Pisano i Masaccio.
- Museo Nazionale di Palazzo Reale izlaže stvari obitelji koja je živjela u palači: slike, kipove, pancire, itd.
- Museo Nazionale degli Strumenti per il Calcolo izlaže zbirku instrumenata koji se koriste u znanosti, poput pneumatskog stroja Van Musschenbroek i kompasa koji je vjerojatno pripadao Galileu Galileiju.
- Museo di storia naturale dell'Università di Pisa, koji se nalazi izvan grada u Certosa di Calci, posjeduje jednu od najvećih zbirki kostura kitova u Europi.

Sveučilište u Pisi je posebno poznato u područjima fizike, matematike, inženjerstva i računarstva, a više škole (Scuola Superiore) Sant'Anna i Scuola Normale Superiore, za istraživanja i obrazovanje studenata, su jedne od elitnih akademskih institucija u Italiji.

## Slavne osobe povezane s Pisom
- Enrico Fermi i Carlo Rubbia, fizičari i dobitnici Nobelove nagrade
- Galileo Galilei, fizičar
- Antonio Pacinotti, fizičar, izumitelj dinama
- Bruno Pontecorvo, fizičar
- Leonardo Fibonacci, matematičar
- Giosuè Carducci, pjesnik i dobitnik Nobelove nagrade
- Antonio Tabucchi, pisac
- Orazio Gentileschi, slikar
- Leo Ortolani, pisac stripova
- Gillo Pontecorvo, redatelj
- Andrea Bocelli, jedan od najslavnijih talijanskih pjevača na svijetu
- Titta Ruffo, jedan od najslavnijih baritona
- Jason Acuña, pojavljuje se u seriji Jackass
- Carlo Azeglio Ciampi i Giovanni Gronchi, političari, bivši predsjednici Republike Italije
- Giuliano Amato, političar
- Giovanni Gentile, filozof & političar
- Conte Ugolino della Gherardesca, plemić

## Promet
U Pisi se nalazi Zračna luka Galileo Galilei. Do centra grada dolazi se gradskim busom za 10 minuta – autobusna linija L.A.M. Rossa (Linea ad Alta Mobilità) povezuje zračnu luku, središnji željeznički kolodvor i Piazzu dei Miracoli. Drugi način dolaska do centra je 5-minutna vožnja vlakom.
Lokalni autobusni prijevoz u Pisi obavlja Compagnia Pisana Trasporti (CPT). Međugradski autobusni prijevoz polazi s glavnog autobusnog kolodvora na Piazzi Sant'Antonio.
Terravision  Arhivirana inačica izvorne stranice od 4. svibnja 2007. (Wayback Machine) djeluje kao izravni autobusni prijevoznik od zračne luka Pisa do firentinske željezničke stanice Santa Maria Novella.
Grad poslužuju tri željezničke stanice: Pisa Centrale, Pisa Aeroporto i Pisa San Rossore.
Pisa Centrale je glavni željeznički kolodvor smješten duž tirenske žljezničke pruge. Povezuje izravno Pisu s nekoliko drugih važnih talijanskih gradova poput Rima, Genove, Torina, Napulja, Livorna, Grosseta i Firence.
Pisa San Rossore povezuje grad s Luccom (25 minuta od Pise) i Pistoiom, a također se može doći do njega s kolodvora Pisa Centrale. Ovo je manji željeznički kolodvor smješten blizu Kosog tornja.
Pisa Aeroporto povezuje zračnu luku sa središnjim željezničkim kolodvorom kao i s gradom Firencom. Nalazi se uz Međunarodnu zračnu luku Galileo Galilei.
Pisa ima dva izlaza na A11 autocestu Genova-Livorno, Pisa Nord i Pisa Centro-aeroporto. Pisa Centro vodi posjetitelje prema centru grada.

## Šport
Nogomet je glavni sport u Pisi; lokalni klub, Pisa Calcio, trenutno igra u talijanskoj Serie B (druga najviša liga), a tijekom 1980-ih i 1990-ih dosegao je svoje povijesne vrhunce posjedujući nekoliko igrača svjetske klase poput Diega Simeonea i Dunge.

## Gradovi pobratimi
- Kolding, Danska
- Angers, Francuska
- Akra, Izrael
- Jerihon, Palestina
- Niles, SAD
- Coral Gables, SAD
- Unna, Njemačka
- Corumbá, Brazil
- Cagliari, Italija

## Vanjske poveznice
- Službena stranica, uključujući web kamere
- Službene stranice o Krivom tornju
- Università di Pisa  Arhivirana inačica izvorne stranice od 6. veljače 2019. (Wayback Machine)